# José Anthony Torres
José Mario Anthony „Chalate” Torres (ur. 27 sierpnia 1972) – panamski piłkarz występujący na pozycji obrońcy.

## Kariera klubowa
Torres zawodową karierę rozpoczynał w 1996 roku w honduraskim klubie Platense. W 1997 roku zdobył z nim Puchar Hondurasu. W sezonie 2000/2001 wywalczył z zespołem mistrzostwo fazy Clausura oraz wicemistrzostwo fazy Apertura. W sezonie 2002/2003 ponownie został z nim wicemistrzem fazy Apertura.
W 2003 roku Torres odszedł do Realu España. W sezonie 2003/2004 zdobył z nim mistrzostwo fazy Apertura. W 2004 roku przeniósł się do CD Marathón i w sezonie 2004/2005 wywalczył z nim mistrzostwo Clausura.
W połowie 2005 roku Torres przeszedł do irańskiego zespołu Persepolis. Na początku 2006 roku wrócił jednak do Hondurasu, gdzie został graczem zespołu CD Victoria. W sezonie 2005/2006 wywalczył z zespołem wicemistrzostwo Clausura. Osiągnięcie to powtórzył w następnym sezonie z Arsenalem Roatán.
W 2008 roku Torres przeniósł się do gwatemalskiego Deportivo Sanarate. Spędził tam rok. Następnie grał w Deportivo Guastatoya, a w 2010 roku odszedł do panamskiego Sportingu '89.

## Kariera reprezentacyjna
W reprezentacji Panamy Torres zadebiutował w 2000 roku. W 2005 roku znalazł się w drużynie na Złoty Puchar CONCACAF. Wystąpił na nim w spotkaniach z Kolumbią (1:0), Trynidadem i Tobago (2:2), Hondurasem (0:1), RPA (1:1, 5:3 w rzutach karnych), ponownie z Kolumbią (3:2) i Stanami Zjednoczonymi (0:0, 1:3 w rzutach karnych), a Panama zakończyła turniej na 2. miejscu.
W 2009 roku Torres ponownie został powołany do kadry na Złoty Puchar CONCACAF. Nie zagrał jednak na nim w żadnym meczu, a Panama odpadła z turnieju w ćwierćfinale.